# Nürnberger Blätter
Die Nürnberger Blätter waren eine Zeitschrift, die erstmals in Nürnberg im Dezember 1830 im Verlag der Buchhändler Riegel, Wiesner und Schrag als literarische Zeitschrift aus und für Süddeutschland begründet und ab 1831 vertrieben wurde.

## Geschichte
Ursprünglich gab es pro Woche drei Ausgaben mit je vier Druckseiten, auf denen Rezensionen und Kommentare zu anderen Flugschriften, aber auch  Diskussionen des gesellschaftlichen Lebens zu finden waren.
Im Jahr 1975 brachte der Buchhändler und Schriftsteller Gerhard Wagner unter dem gleichen Namen im Eigenverlag eine bibliophile Zeitschrift heraus, die in einigen hundert Exemplaren unter Kennern in Nürnberg und Umgebung erbetene literarische Fragmente von Günter Grass, Ludwig Fels, Christoph Meckel und anderen Größen des literarischen Betriebs der 1970er und 1980er Jahre vertrieb.
1985 kaufte Reinhard Knodt die Rechte der Zeitschrift und führte sie im Tageszeitungsformat und mit einer Startauflage von 5000 Exemplaren (später auf 10.000 erhöht) als „Zeitung für Literatur und Philosophie“ fort. Die neuen Nürnberger Blätter gewannen schnell Ansehen und können als erster Versuch betrachtet werden, „Hochkunst“ mit dem Format eines Massenmediums zu verbinden. Die Zeitung wurde wie eine normale Tageszeitung im Rollenoffsetverfahren im Druckhaus Bayreuth produziert und frei in Hochschulen und Kommunikationsorten ausgelegt. Autoren der neuen Nürnberger Blätter ab 1985 waren neben Reinhard Knodt zum Beispiel der Mitherausgeber Hans Martin Schoenherr-Mann, Wolfgang Welsch, F. C. Delius, Jochen Hörisch, Hans Christoph Buch, Gerburg Treusch-Dieter, Gerhard Falkner, Paul Schuster, der Berliner Buchkünstler und Grafiker Wolfgang Nieblich, Aras Ören, Michael Rutschky und viele andere. Reinhard Knodt lud gelegentlich zur Diskussion bestimmter Themen aus Kunst, Architektur und Politik ein. Als die Nürnberger Blätter 1995 eingestellt wurden, geschah dies, weil das Kommunikationsformat einer Zeitung gegenüber dem entstehenden Internet als nicht mehr zeitgemäß betrachtet wurde. Die Blätter wurden durch die Nürnberger Autorengespräche abgelöst, die als Kongresstreffen an prominenten Orten in und um Nürnberg bis 2005 durchgeführt wurden. Das letzte dieser Treffen fand 2005 statt, als jüdische Autoren aus ganz Europa und Israel auf dem ehemaligen Nürnberger Parteitagsgelände zusammentrafen.